# Nyamanongo
Nyamanongo è un ward dello Zambia, parte della Provincia di Lusaka e del Distretto di Chongwe.